# Mitterhausleiten
Mitterhausleiten (früher auch Hausleithen) ist eine Streusiedlung und Katastralgemeinde der Marktgemeinde Aschbach-Markt, Niederösterreich.

## Geografie
Die Streusiedlung erstreckt sich nördlich des Hauptortes Aschbach-Markt über mehrere Kilometer und besteht aus den Dörfern Neufeld und Windfeld, den Weilern Hackenöd, Holz und Hundsheim, den Rotten Aukental, Dorf, Lemberg, Lieglhof, Oberhausleiten und Schörghub sowie einigen Einzellagen. Einen Ort namens Mitterhausleiten gibt es aber nicht.

## Geschichte
Laut Adressbuch von Österreich waren im Jahr 1938 in der Ortsgemeinde Mitterhausleiten ein Müller, zwei Schneider und mehrere Landwirte ansässig.